# Cephalaria radiata
Cephalaria radiata là một loài thực vật có hoa trong họ Kim ngân. Loài này được Griseb. & Sohenk mô tả khoa học đầu tiên năm 1852.